# Khu Mangpoje Lhasung
Khu Mangpoje Lhasung (tibétain : ཁུ་མང་པོ་རྗེ་ལྷ་ཟུང, Wylie : khu mang po rje lha zung) ou Khu Mangpoje, appelé en chinois Qu Mangbuzhi (chinois : 麴莽布支 ; pinyin : qū mǎngbùzhī), décédé en 705, est un homme politique et un officier de l'Empire du Tibet.  Il est lönchen (བློན་ཆེན་, blon chen, lönchen, chancelier du Tibet) de 704 à 705.